# Sok Kwu Wan (vik)
Sok Kwu Wan (kinesiska: 索罟灣, 索罟湾) är en vik i Hongkong (Kina). Den ligger i den centrala delen av Hongkong.